# Ivernia (Schiff)
Die Ivernia war ein 1900 in Dienst gestelltes Passagierschiff der Cunard Line und Schwesterschiff der Saxonia. Es wurde an Neujahr 1917 versenkt.

## Geschichte
Die Ivernia wurde auf der Werft Swan Hunter in Newcastle gebaut, wo sie am 21. September 1899 vom Stapel lief. Nach ihrer Fertigstellung im März 1900 ging der Einschornsteiner am 14. April von Liverpool aus auf Jungfernfahrt nach New York City. Nach drei New-York-Reisen wurde sie im Liverpool-Boston-Dienst eingesetzt. Am 24. Mai 1911 kollidierte sie vor Irland außerhalb von Queenstown mit dem Felsen von Daunt. Bis zum 17. Oktober 1911 blieb sie deshalb außer Dienst zur Reparatur.
Im Jahre 1912 wurde sie in den Triest-New-York-Dienst versetzt, wobei sie unter anderem Funchal, Neapel, Palermo, Messina, Triest und Fiume anlief. Im September 1914 wurde sie zum Truppentransporter umfunktioniert. Auf dem Weg von Thessaloniki nach Alexandria wurde sie am 1. Januar 1917 etwa 58 Seemeilen südöstlich von Kap Matapan entfernt von UB 47 torpediert und sank. Dabei kamen 84 Soldaten und 36 Besatzungsmitglieder ums Leben. Der sichernde Zerstörer Rifleman und die anderen Sicherungsboote konnte die übrigen retten.
Ihr letzter Kapitän war William Thomas Turner, welcher die Lusitania auf ihrer letzten Fahrt befehligte. Turner überlebte auch diesen Schiffsuntergang und ging als der Kapitän in die Geschichte ein, der im Ersten Weltkrieg zwei Schiffe verlor und beide Male überlebte.